# Municipio de Breese
El municipio de Breese (en inglés: Breese Township) es un municipio ubicado en el condado de Clinton en el estado estadounidense de Illinois. En el año 2010 tenía una población de 5417 habitantes y una densidad poblacional de 55,87 personas por km².

## Geografía
El municipio de Breese se encuentra ubicado en las coordenadas 38°36′33″N 89°32′15″O / 38.60917, -89.53750. Según la Oficina del Censo de los Estados Unidos, el municipio tiene una superficie total de 96,95 km², de la cual 96,89 km² corresponden a tierra firme y (0.07 %) 0,06 km² es agua.

## Demografía
Según el censo de 2010, había 5417 personas residiendo en el municipio de Breese. La densidad de población era de 55,87 hab./km². De los 5417 habitantes, el municipio de Breese estaba compuesto por el 97,75 % blancos, el 0,2 % eran afroamericanos, el 0,07 % eran amerindios, el 0,33 % eran asiáticos, el 0,92 % eran de otras razas y el 0,72 % eran de una mezcla de razas. Del total de la población el 2,2 % eran hispanos o latinos de cualquier raza.